# Essex, Vermont
För countyt, se Essex County, Vermont.
Essex är en kommun (town) i Chittenden County i delstaten Vermont i USA. Vid folkräkningen år 2000 bodde 18 626 personer på orten. Den har enligt United States Census Bureau en area på totalt 101,8 km² varav 0,8 km² är vatten.
Essex Junction lösgjordes från Essex den 1 juli 2022. Innan dess hade Essex Junction varit ett municipalsamhälle (village) inom kommunen Essex och underställd både kommunens och municipalsamhällets administration.